# Полтавский автоагрегатный завод
Полтавский автоагрегатный завод (укр. Полтавський автоагрегатний завод, ПААЗ) — единственное на территории Украины предприятие по производству сложной тормозной аппаратуры для большегрузных автомобилей.
Находится в городе Полтава, с 1996 года входит в состав холдинговой компании ПАО «АвтоКрАЗ».

## История

### 1945 - 1991
Завод основан 1 декабря 1945 года как предприятие по ремонту сельскохозяйственной техники (моторемонтный завод). В первые годы завод занимался ремонтом автомобильных, тракторных и комбайновых моторов; капитальным ремонтом станков, шлифовкой коленвалов, изготавливал походные кузнечные горны, водяные насосы и иную продукцию.
В 1946 году завод выпустил продукции на 7 тысяч рублей.
В 1948 году моторемонтный завод был реорганизован в ремонтный. В 1950 году были построены моторный цех и заводоуправление.
В 1953 году завод приступил к капитальному ремонту грузовых автомобилей ГАЗ-АА и ГАЗ-ММ. В 1957 году - к капитальному ремонту автомобилей «Победа».
27 апреля 1959 года завод был реорганизован в автоагрегатный, заводу была поставлена задача освоить массовое производство узлов и агрегатов тормозной системы для большегрузных автомобилей. В короткое время было освоено 7 наименований пневмоаппаратов и опрокидывающий механизм кузова для КрАЗа. В 1960 году изготовлены первые узлы тормозной аппаратуры и пневмоусилителя руля, которые были поставлены автомобильным заводам.
В декабре 1963 года первым из всех предприятий Полтавы заводу было присвоено звание предприятия коммунистического труда.
В 1964 году завод начинает производство опрыскивателей — первых товаров народного потребления выпускаемых на предприятии.
С 1970 года завод выпускает мясорубки.
В ходе девятой пятилетки (1971 - 1975) была произведена реконструкция завода, построены новые цеха, после чего завод стал головным предприятием автомобильной промышленности СССР по производству пневматической тормозной аппаратуры и пневмоаппаратуры для станкостроения.
В 1975 году на автоагрегатном заводе был создан участок по изготовлению нового типа автомобильных двигателей, продукция которого отправлялась на КамАЗ, другие предприятия СССР и на экспорт в более чем 50 стран мира.
С 1976 года начинается выпуск продукции пневмоаппаратуры станкостроения, начинает работу механосборочный цех № 2 площадью 13400 м², литейный цех мощностью 1200 тонн литья в год, подстанция открытого типа с ВЛ 110/10 квт, а в 1978 году инженерно-лабораторный комплекс.
В декабре 1982 года завод получил новое наименование: "имени 60-летия СССР".
В 1986 году на заводе были установлены 7 роботов, свыше 20 автоматических манипуляторов и 4 станка с ЧПУ.
В январе 1987 года предприятие было переведено на полный хозрасчёт и самофинансирование.
К началу 1989 года завод поставлял продукцию 930 потребителям в СССР и 40 других странах мира.

### После 1991
В 1994 году на базе завода создано открытое акционерное общество «ПААЗ».
15 мая 1995 года Кабинет министров Украины внёс Полтавский государственный автоагрегатный завод в перечень государственных предприятий Украины, подлежащих приватизации до конца 1995 года.
В 1996 году в структуре ОАО «ПААЗ» было создано предприятие «Автоагрегат-ПААЗ». В 1996 году предприятие вошло в состав Холдинговой Компании «АвтоКрАЗ».
16 февраля 2000 года Кабинет министров Украины исключил завод из перечня предприятий, имеющих стратегическое значение для экономики и безопасности Украины.
В 2004 году завод увеличил объёмы производства на 13,5% (до 43,165 млн. гривен) и завершил год с прибылью в размере 2,784 млн. гривен. В ходе реализации программы по обновлению производственной базы в первом полугодии 2005 года завод модернизировал ливерную машину и произвел ремонт основных производственных мощностей.
В 2006 году завод увеличил объёмы производства на 24,7% (до 67,1 млн. гривен) и завершил год с прибылью в размере 1,81 млн. гривен.
В декабре 2007 года в ходе реализации программы по обновлению производственной базы завод закупил и установил вертикальный отделочный центр стоимостью 200 тыс. евро производства американской компании Haas Automation.
2007 год завод завершил с прибылью в размере 5,144 млн. гривен.
Начавшийся в 2008 году экономический кризис поначалу не оказал влияния на предприятие (хотя осенью 2008 года завод был вынужден временно перейти на четырёхдневную рабочую неделю). Тем не менее, в сравнении с 2007 годом, в 2008 году объёмы производства увеличились на 12,15% (до 87,7 млн. гривен), но в 2009 году объёмы производства сократились на 40% (до 52,6 млн. гривен).
В марте 2009 года в ходе реализации программы по обновлению производственной базы завод купил электронный пружинонавивочный станок производства немецкой компании Wafios A.G. Стоимость станка составляла 100 тыс. евро.
В 2010 году хозяйственное положение предприятия стабилизировалось и 2010 год завод завершил с прибылью в размере 200 тыс. гривен.
В феврале 2011 года в ходе реализации программы по обновлению производственной базы завод купил токарный станок с числовым программным управлением JCL-60TSM производства компании "Jinn FA Machine Industrial Co, Ltd." (Тайвань). Стоимость станка составляла 12,5 млн. гривен.
2011 год завод завершил с чистым убытком в размере 19,083 млн. гривен.
В 2012 году завод выпустил продукции на сумму 94,5 млн. гривен.
В 2013 году завод сократил производство на 9%.
19 февраля 2016 года был подписан меморандум о привлечении предприятий Полтавской области к сотрудничеству с ГК "Укроборонпром", в соответствии с которым запланировано участие Полтавского автоагрегатного завода в выполнении программы импортозамещения.
12 февраля 2021 года против предприятия были введены санкции со стороны России.

## Современное состояние
Завод является специализированным предприятием по производству тормозной аппаратуры, предназначенной для грузовых автомобилей производства заводов КрАЗ, КамАЗ, МАЗ, БелАЗ, прицепов и полуприцепов, тракторов, автобусов, троллейбусов и специальной автотехники. Завод выпускает следующие виды продукции:
- Пневматическую тормозную аппаратуру
- Гидравлические автокомпоненты для грузовых автомобилей
- Товары народного потребления — мясорубки, кухонные комбайны, соковыжималки, пельменницы
- Испытательные стенды. Предназначены для проведения входного контроля пневмоаппаратов тормозной системы грузовых автомобилей

## Руководство
Генеральный директор — Литовченко Андриан Павлович. Директор по экономике и финансам — Мандрыченко Светлана Ивановна. Коммерческий директор — Гончаров Артем Григорьевич. Технический директор — Майстренко Сергей Павлович. Директор по качеству — Новиков Алексей Юрьевич. Директор по производству — Горб Николай Демьянович.